# علي باجوتينوف
علي باجوتينوف (بالروسية: Али Шами́льевич Багаутинов؛ مواليد 15 يونيو 1985) هو مُقاتل فنون قتالية مختلطة روسي.

## وصلات خارجية
- علي باجوتينوف على موقع بوكس ريك (الإنجليزية) (registration required)
- علي باجوتينوف على موقع يو إف سي (الإنجليزية)
- علي باجوتينوف على موقع شيردوغ (الإنجليزية)
- علي باجوتينوف على موقع Tapology.com (الإنجليزية)
- علي باجوتينوف على موقع IMDb (الإنجليزية)